# Хас, Ханс
Ханц Хас (нем. Hans Haas, 17 октября 1906 — 14 мая 1973) — австрийский тяжелоатлет, олимпийский чемпион.
Ханц Хас родился в 1906 году в Вене. В 1926 году стал чемпионом Австрии, в 1927 году установил несколько мировых рекордов. В 1928 году на Олимпийских играх в Амстердаме стал обладателем золотой медали. В 1930 и 1931 годах выиграл чемпионаты Европы. В 1932 году на Олимпийских играх в Лос-Анджелесе стал обладателем серебряной медали.